# Crnogorska vaterpolska reprezentacija
Crnogorska vaterpolska reprezentacija predstavlja državu Crnu Goru u vaterpolu. Vaterpolo je najtrofejniji crnogorski sport. Iako Crna Gora ima nešto više od pola milijuna stanovnika i jedna je od najmanjih europskih zemalja, ima osvojenih čak 10 medalja s velikih natjecanja, te zajedno s Hrvatskom i Srbijom uspješno nastavlja postjugoslavensku tradiciju vaterpola.
U javnosti i medijima Crne Gore ih zovu Crnogorske Ajkule.

## Sastavi
| Ime i prezime      | Klub                          |
| ------------------ | ----------------------------- |
| Miloš Šćepanović   | Jadran HN                     |
| Denis Šefik        | ENEL Civitavecchia            |
| Draško Brguljan    | Vasas                         |
| Vjekoslav Pasković | Posillipo                     |
| Antonio Petrović   | Primorac                      |
| Dragan Drašković   | ENEL Civitavecchia            |
| Aleksandar Radović | Partizan                      |
| Mlađan Janović     | Savona                        |
| Nikola Janović     | Jug                           |
| Vladimir Gojković  | bez kluba (trener Jadrana HN) |
| Boris Zloković     | Pro Recco                     |
| Aleksandar Ivović  | Pro Recco                     |
| Predrag Jokić      | Partizan                      |
| Ranko Perović      |                               |

- SP 2019.: Dejan Lazović, Draško Brguljan, Đuro Radović, Marko Petković, Uroš Čučković, Aleksa Ukropina, Mlađan Janović, Bogdan Đurđić, Aleksandar Ivović, Vladan Spaić, Dragan Drašković, Nikola Murišić, Slaven Kandić; izbornik Vladimir Gojković

## Uspjesi

### Europska prvenstva
- 2008.: prvaci
- 2010.: 5.
- 2012.: 2.
- 2014.: 4.
- 2016.: 2.
- 2018.: 6.
- 2020.: 3.
- 2022.: 7.

### Svjetska prvenstva
- 2009.: 9.
- 2011.: 7.
- 2013.: 2.

### Olimpijske igre
- 2008.: 4.
- 2012.: 4.

### Svjetske lige
- 2009.: 1.
- 2018.: 1.
- 2020.: 1.

## Rezultati na velikim natjecanjima

### Olimpijske igre
- kao samostalna Crna Gora
- OI 1900. – nije sudjelovala
- OI 1904. – nije sudjelovala
- OI 1908. – nije sudjelovala
- OI 1912. – nije sudjelovala

- kao dio Jugoslavije

Do 1941. je često bio slučaj da je Jugoslaviju predstavljao hrvatski vaterpolski klub Jug iz Dubrovnika, višestruki državni prvak.
- OI 1920. – nije sudjelovala
- OI 1924. – nije sudjelovala
- OI 1928. – nije sudjelovala
- OI 1932. – nije sudjelovala
- OI 1936. – 1. krug (3. u skupini 3)
- OI 1940. – nisu održane
- OI 1944. – nisu održane
- OI 1948. – (2. krug, 3. u skupini I, iza kasnijih olimpijskih prvaka Italije i doprvaka Mađarske)
- OI 1952. –  srebro
- OI 1956. –  srebro
- OI 1960. – četvrto mjesto
- OI 1964. –  srebro
- OI 1968. –  zlato
- OI 1972. – 5. mjesto
- OI 1976. – 5. mjesto
- OI 1980. –  srebro
- OI 1984. –  zlato
- OI 1988. –  zlato

- kao dio SiCG/SRJ

- OI 1992.: nije sudjelovala zbog sankcija UN prema SRJ
- OI 1996. – 8. mjesto
- OI 2000. –  bronca
- OI 2004. –  srebro

- kao samostalna Crna Gora
- OI 2008. – 4. mjesto
- OI 2012. – 4. mjesto
- OI 2016. – 4. mjesto
- OI 2020. – 8. mjesto

### Svjetska prvenstva
- kao dio Jugoslavije
- 1973.:  bronca
- 1975.: 13. mjesto
- 1978.:  bronca
- 1982.: 7. mjesto
- 1986.:  zlato
- 1991.:  zlato
- * kao dio SiCG/SRJ
- 1994.: nije sudjelovala zbog sankcija UN prema SiCG
- 1998.:  bronca
- 2001.:  srebro
- 2003.:  bronca
- 2005.:  zlato
- kao samostalna Crna Gora
- 2007.: nije sudjelovala 1
- 2009.: 9. mjesto
- 2011.: 7. mjesto
- 2013.:  srebro
- 2019.: 10. mjesto
- 2022.: 8. mjesto

1jer je osamostaljenjem Crne Gore se između Crne Gore i Srbije dogovorilo da Srbija naslijedi prava iz zajednice SiCG. Što se tiče samog SP-a, svi izlučni susreti su odigrani, skupine ždrijebom određene, a svjetska organizacija organizirala posebni turnir niti uputiti posebnu pozivnicu kojom bi se omogućilo Crnoj Gori sudjelovati na SP-u, koja je, kao dionik sastava aktualnog svjetskog prvaka, zasluživala mjesto na SP-u.

### Svjetske lige
- 2008.: 4. mjesto
- 2009.:  zlato
- 2010.:  srebro
- 2011.: 5. mjesto
- 2013.:  bronca
- 2014.:  bronca
- 2018.:  zlato
- 2020.:  zlato

### Svjetski kupovi
- 2014.: 7. mjesto

### Europski kupovi
- 2018.: 5. mjesto
- 2019.: 5. mjesto

### Mediteranske igre
- kao dio Jugoslavije
- 1951.: ...
- 1955.: ...
- 1959.:  zlato
- 1963.:  srebro
- 1967.:  zlato
- 1971.:  zlato
- 1975.:  srebro
- 1979.:  zlato
- 1983.:  zlato
- 1987.: nije sudjelovala
- 1991.:  srebro
- kao dio SiCG/SRJ
- 1993.: nije sudjelovala zbog sankcija UN prema SiCG
- 1997.:  zlato
- 2001.: 4. mjesto
- 2005.:  bronca
- kao samostalna Crna Gora
- 2009.: 5. mjesto
- 2013.: nije sudjelovala
- 2017.:

## Sastavi na velikim natjecanjima
- samostalna
- OI 1900. – nije sudjelovala
- OI 1904. – nije sudjelovala
- OI 1908. – nije sudjelovala
- OI 1912. – nije sudjelovala

- kao dio Jugoslavije

Do 1941. je često bio slučaj da je Jugoslaviju predstavljao hrvatski vaterpolski klub Jug iz Dubrovnika, višestruki državni prvak.
- OI 1920. – nije sudjelovala
- OI 1924. – nije sudjelovala
- EP 1926.: ?
- EP 1927.: ?
- OI 1928. – nije sudjelovala
- EP 1931.: ?
- OI 1932. – nije sudjelovala
- EP 1934.: ?
- OI 1936. – 1. krug (3. u skupini 3)

- EP 1938.: ?
- OI 1940. – nisu održane
- OI 1944. – nisu održane
- EP 1947.: ?
- OI 1948. – (2. krug, 3. u skupini I, iza kasnijih olimpijskih prvaka Italije i doprvaka Mađarske)

- EP 1950.: –  bronca
- OI 1952. –  srebro

- EP 1954.: –  srebro
- OI 1956. –  srebro

- EP 1958.: –  srebro
- OI 1960. – 4. mjesto[1]

- EP 1962.: –  srebro
- OI 1964. –  srebro

- EP 1966.: –  bronca
- OI 1968. –  zlato

- EP 1970.:  –  bronca

- OI 1972. – 5. mjesto[1]

- SP 1973. –  bronca
- EP 1974.: –  bronca
- SP 1975. – 13. mjesto
- OI 1976. – 5. mjesto[1]

- EP 1977.: –  srebro

- SP 1978. –  bronca
- svjetski kup 1979.: –  bronca[1]
- OI 1980. –  srebro

- EP 1981.: ?
- svjetski kup 1981.: –  srebro[1]
- SP 1982. – 7. mjesto
- EP 1983.: ?
- svjetski kup 1983.:[1]
- OI 1984. –  zlato

- EP 1985.: –  srebro
- svjetski kup 1985.: 4. mjesto[1]
- SP 1986. –  zlato

- EP 1987.: –  srebro
- svjetski kup 1987.: –  zlato[1]

- 

- OI 1988. –  zlato

- EP 1989.: –  srebro
- svjetski kup 1989.: –  zlato[1]

- 

- SP 1991.: –  zlato

- EP 1991.: –  zlato
- svjetski kup 1991.: –  srebro[1]

## Vanjske poveznice
- Himna Crnogorskih Ajkula
- Vaterpolo i plivački savez Crne Gore  Arhivirana inačica izvorne stranice od 15. srpnja 2008. (Wayback Machine)
- Pobjeda[neaktivna poveznica] Vaterpolo, ponos Crne Gore, 3. svibnja 2008.